# Frontistická strana
Parti frontiste (PF), česky Frontistická strana, byla francouzská politická strana, kterou v roce 1936 založili Gaston Bergery a Georges Izard. 
Bergery, původně člen Radikálně-socialistické strany, byl pro své radikálně antifašistické názory přezdíván jako "radikál-bolševik". Strana se přidala k Lidové frontě a ve volbách do Národního shromáždění 1936 získala 2 mandáty. Zvolení zástupci strany se stali členy parlamentního klubu Nezávislé levice, který sdružoval malá uskupení levostředového charakteru. 
Gaston Bergery se však časem sblížil s krajní pravici, podporoval pacifismus a Mnichovskou dohodu. Následně se stal velmi aktivním spolupracovníkem Philippa Pétaina a vichistického režimu. Naopak Izard vstoupil do hnutí odporu.